# 2000 (album)
2000 – drugi studyjny album amerykańskiego rapera Grand Puby, członka Brand Nubian, wydany 20 czerwca 1995 roku nakładem wytwórni Elektra Records.

## Lista utworów
Opracowano na podstawie źródła.
| #  | Tytuł                                  | Producent    |
| -- | -------------------------------------- | ------------ |
| 1  | "Very Special"                         | Mark Sparks  |
| 2  | "I Like It (I Wanna Be Where You Are)" | Mark Sparks  |
| 3  | "A Little of This"                     | Mark Sparks  |
| 4  | "Keep On"                              | Chris Liggio |
| 5  | "Backstabbers" (gośc. Michelle Valdes) | Mark Sparks  |
| 6  | "2000"                                 | Minnesota    |
| 7  | "Amazing"                              | Minnesota    |
| 8  | "Don't Waste My Time"                  | DJ Alamo     |
| 9  | "Play it Cool" (gośc. Sadat X)         | Minnesota    |
| 10 | "Playin' the Game"                     | DJ Alamo     |
| 11 | "Change Gonna Come"                    | Dante Ross   |

## Pozycje
Opracowano na podstawie źródła.

### Pozycja albumu
| Rok  | Album | Pozycja | Pozycja | Pozycja |
| Rok  | Album | USA 200 | USA R&B |         |
| ---- | ----- | ------- | ------- | ------- |
| 1995 | 2000  | 48      | 5       |         |

### Pozycja singli
| Rok  | Singiel                                | Pozycja           | Pozycja | Pozycja | Pozycja   |
| Rok  | Singiel                                | Billboard Hot 100 | USA R&B | Hot Rap | Hot Dance |
| ---- | -------------------------------------- | ----------------- | ------- | ------- | --------- |
| 1995 | "I Like It (I Wanna Be Where You Are)" | 91                | 68      | 21      | 3         |
| 1995 | "A Little of This"                     | —                 | 90      | —       | 29        |